# Celerena commutata
Celerena commutata là một loài bướm đêm trong họ Geometridae.